# Koninklijk Nederlands Genootschap voor Munt- en Penningkunde
Het Koninklijk Nederlands Genootschap voor Munt- en Penningkunde (KNGMP) is een landelijke vereniging die zich richt op personen en instanties die zich bezighouden met munten, penningen en papiergeld uit Nederland en de Nederlandse koloniën. Leden van het Genootschap zijn zowel verzamelaars als handelaren, wetenschappers en musea. 
Het Genootschap steunt en stimuleert iedereen in Nederland die zich, hetzij beroepsmatig dan wel als amateur, bezighoudt met munten, penningen en papiergeld. Dit gebeurt onder meer door het organiseren van bijeenkomsten, het uitgeven van publicaties, het bevorderen van tentoonstellingen en het ondersteunen van de plaatselijke Numismatische Kringen.
Het Genootschap organiseert ten minste tweemaal per jaar een bijeenkomst voor leden en genodigden. Deze bijeenkomsten worden op steeds wisselende plaatsen door het gehele land gehouden en georganiseerd in samenwerking met lokale organisaties. Het programma bestaat meestal uit lezingen en het bezoeken van één of meer musea. Met enige regelmaat worden bijeenkomsten georganiseerd met zusterverenigingen in België en Duitsland, die afwisselend in Nederland, resp. België of Duitsland plaatsvinden.
Het Genootschap publiceert het Jaarboek voor Munt- en Penningkunde, waarin belangrijke wetenschappelijke artikelen worden gepubliceerd. Hiernaast geeft het Genootschap, samen met de Vereniging voor Penningkunst (VPK), het tweemaandelijkse tijdschrift De Beeldenaar uit. De inhoud bestaat uit informatieve berichten en korte wetenschappelijke artikelen, die het gehele scala van munten, penningen en papiergeld vanaf de zevende eeuw voor Christus tot heden bestrijken.
Het Koninklijk Nederlands Genootschap voor Munt- en Penningkunde werd in 1892 opgericht te Amsterdam. In 1899 verleende koningin Wilhelmina het predicaat 'Koninklijk'. De vereniging telt ruim 400 leden (2025): verzamelaars, handelaren, wetenschappers, musea en verwante organisaties in binnen- en buitenland.